# Ilja Michejev
Ilja Andrejevitj Michejev, ryska: Илья Андреевич Михеев, född 10 oktober 1994, är en rysk professionell ishockeyforward som spelar för Vancouver Canucks i NHL.
Han har tidigare spelat på NHL-nivå för Toronto Maple Leafs och på lägre nivåer för Avangard Omsk i Kontinental Hockey League (KHL).
Michejev blev aldrig NHL-draftad.

## Statistik
| 2012–2013  | Omskije Jastreby    | MHL        | 52  | 13 | 18 | 31  | 2  | 12 | 1 | 3  | 4  | 0  |
| 2013–2014  | Jermak Angarsk      | VHL        | 3   | 0  | 2  | 2   | 0  | —  | — | —  | —  | —  |
|            | Omskije Jastreby    | MHL        | 56  | 34 | 37 | 71  | 12 | 14 | 4 | 5  | 9  | 6  |
| 2014–2015  | Avangard Omsk       | KHL        | —   | —  | —  | —   | —  | 2  | 0 | 0  | 0  | 0  |
|            | Sokol Krasnojarsk   | VHL        | 49  | 7  | 9  | 16  | 8  | —  | — | —  | —  | —  |
|            | Omskije Jastreby    | MHL        | —   | —  | —  | —   | —  | 5  | 4 | 1  | 5  | 0  |
| 2015–2016  | Avangard Omsk       | KHL        | 52  | 8  | 10 | 18  | 16 | 10 | 0 | 1  | 1  | 2  |
| 2016–2017  | Avangard Omsk       | KHL        | 56  | 12 | 9  | 21  | 10 | 12 | 2 | 3  | 5  | 2  |
|            | Saryarqa Qaraghandy | VHL        | —   | —  | —  | —   | —  | 1  | 0 | 1  | 1  | 0  |
| 2017–2018  | Avangard Omsk       | KHL        | 54  | 19 | 19 | 38  | 6  | 7  | 0 | 2  | 2  | 2  |
| 2018–2019  | Avangard Omsk       | KHL        | 62  | 23 | 22 | 45  | 8  | 13 | 4 | 7  | 11 | 4  |
| 2019–2020  | Toronto Maple Leafs | NHL        | 1   | 1  | 1  | 2   | 0  | —  | — | —  | —  | —  |
| NHL totalt | NHL totalt          | NHL totalt | 1   | 1  | 1  | 2   | 0  | —  | — | —  | —  | —  |
| KHL totalt | KHL totalt          | KHL totalt | 224 | 62 | 60 | 122 | 40 | 44 | 6 | 13 | 19 | 10 |
| VHL totalt | VHL totalt          | VHL totalt | 52  | 7  | 11 | 18  | 8  | 1  | 0 | 1  | 1  | 0  |
| MHL totalt | MHL totalt          | MHL totalt | 108 | 47 | 55 | 102 | 14 | 31 | 9 | 9  | 18 | 6  |

### Internationellt
| Källa: Uppdaterad: 2019-10-03 | Källa: Uppdaterad: 2019-10-03 | Källa: Uppdaterad: 2019-10-03 |         | Utv = Utvisningsminuter | Utv = Utvisningsminuter | Utv = Utvisningsminuter | Utv = Utvisningsminuter | Utv = Utvisningsminuter |
| År                            | Lag                           | Mästerskap                    | Matcher | Mål                     | Assists                 | Poäng                   | Utv                     |                         |
| ----------------------------- | ----------------------------- | ----------------------------- | ------- | ----------------------- | ----------------------- | ----------------------- | ----------------------- | ----------------------- |
| 2018                          | Ryssland                      | VM                            | 8       | 3                       | 1                       | 4                       | 0                       |                         |
| Senior totalt                 | Senior totalt                 | Senior totalt                 | 8       | 3                       | 1                       | 4                       | 0                       |                         |